# Alberto Solsona
Alberto Solsona (Barcelona, 1947 – Madrid, 1988) fou un artista català.

## Biografia
Es va formar a l'Escola Massana de Barcelona. El 1970 es traslladà a Madrid, on va viure fins a la seva mort. La seva obra pictòrica, desenvolupada des de finals dels anys seixanta fins a finals dels vuitanta, transita des d'un art pop proper a la psicodèlia crítica fins a una abstracció sensorial i serena amb motius arabescos. Solsona va utilitzar el llenguatge de la cultura de masses i del món del còmic per denunciar la repressió cultural de finals del franquisme. Així, situava icones seriades i personatges inventats en fons surrealistes amb un fort component lúdic. Entre 1972 i 1977, va signar moltes de les seves obres conjuntament amb el seu company, el pintor figuratiu Fernando Almela (València, 1943 – Madrid, 2009).
Amb àmplies referències culturals i una forta passió per la música, Solsona també va dur a terme una tasca d'escriptura: sobretot poesia, que escrivia en català, i relat autobiogràfic. Va desenvolupar una activitat professional en l'àmbit editorial com a il·lustrador per a l'editorial Bruguera, entre altres editorials espanyoles, angleses i alemanyes. Va il·lustrar sèries populars com La Familia Telerín, contes clàssics infantils i obres literàries com els Poemas de Walt Whitman (La Mota, 1978). Després de la mort de Solsona, l'any 1991 Fernando Almela va crear la Fundación Alberto Solsona, que el 2009, en morir Almela, va passar a anomenar-se Fundación Almela-Solsona.
Solsona va exposar a la galeria SEN de Madrid (1974 i 1975) i de manera regular a la galeria EGAM de Madrid (1978, 1980, 1982, 1984, 1986, 1988 i 1991), i també a les galeries Carmen Durango de Valladolid (1976), Tassili d'Oviedo (1977), Nicanor Piñole de Gijón (1984), Fúcares de Almagro (1984) i G. 11 d'Alacant (1985). La seva obra es va exhibir en exposicions col·lectives com les del Museo Español de Arte Contemporáneo de Madrid (1982), el Museo de Arte Contemporáneo de Sevilla (1986) o en mostres itinerants per diversos països d'Amèrica del Sud. Va participar en certàmens internacionals com la II Biennal Internacional d'Art del Caire a Egipte (1986), on va rebre la Medalla d'Or, o el Festival de Arte Contemporáneo de Mèxic D. F. (1988). L'obra de Solsona es troba a la Colección Fundación Juan March de Madrid, el Museu d'Art Contemporani de Barcelona (MACBA), el Museo Nacional Centro de Arte Reina Sofía (MNCARS) de Madrid, el Museo de Arte Abstracto Español de Conca i el Museu Provincial de Lleó, entre d'altres. L'any 2013, el MACBA, el MNCARS i la Fundación Almela-Solsona van editar un catàleg monogràfic sobre la seva obra.
El 2016, la Fundación Almela-Solsona celebra quinze anys des de la seva creació amb una nova donació d'obres de l'artista a la Col·lecció del Museu d'Art Contemporani de Barcelona. Més de 40 obres sobre paper i 200 dibuixos inèdits que se sumen a la primera donació de 14 pintures, realitzades entre 1968 i 1988, d'aquest artista barceloní.